# Karl Barich
Karl Barich (* 20. Oktober 1901 in Dortmund; † 25. März 1995) war ein deutscher Manager.

## Leben
Karl Barich wuchs in Dortmund-Kirchderne als Landwirtssohn in einer streng protestantischen Familie auf. Die Familie hatte insgesamt sechs Kinder. Zunächst entschied er sich, den Berufsweg Lehrer einzuschlagen und bestand 1922 das Lehrerexamen. Während seines Studiums wurde er 1923 Mitglied der Burschenschaft Hansea Mannheim. Mangels Einstellung als Junglehrer sattelte er jedoch um und studierte anschließend Betriebswirtschaftslehre. Verheiratet war er mit Ilse Böckelmann. Nach der Machtergreifung der NSDAP und ihrer Bündnispartner schloss sich – nach eigener Angabe – Barich zwar nicht der NSDAP an, wohl aber etwa 1935 der Allgemeinen SS, ferner dem NSFK (1941 ff.), NSLB (1933 ff.) und später dann dem NSBDT (1941 ff.). Mitglied des ebenfalls nationalsozialistisch ausgerichteten Volksbundes für das Deutschtum im Ausland war er seit 1937/38. Er war Träger des Kriegsverdienstkreuzes Zweiter Klasse.
Ab 1941 war Barich Prokurist und ab 1945 Alleinvorstand der Geisweider Eisenwerke AG (heute Deutsche Edelstahlwerke Specialty Steel). Er wurde von den Besatzungsmächten zum „Stahltreuhänder“ ernannt und sorgte für die Formierung der Stahlwerke Südwestfalen AG mit Verwaltungssitz in Geisweid. So wurde er 1948 Generaldirektor und 1953 zum Ersten Vorsitzenden der Wirtschaftsvereinigung Eisen und Stahlindustrie gewählt.
Von 1954 bis 1970 führte er die frühere Stahlwerke Südwestfalen AG als deren Vorstandsvorsitzender.

## Ehrungen und Auszeichnungen
Die Ehrendoktorwürde Dr. h. c. der Wirtschaftshochschule Mannheim wurde ihm im Jahre 1957 verliehen.
1970 erhielt er das Ehrenbürgerrecht der ehemaligen Stadt Hüttental. Zudem wurde er mit dem Ehrenring ausgezeichnet.
Außerdem wurde ihm in Anerkennung seiner besonderen Leistungen 1966 das Große Verdienstkreuz des Verdienstordens der Bundesrepublik Deutschland sowie 1978 das Große Verdienstkreuz mit Stern der Bundesrepublik Deutschland verliehen.
Heute ist eine Straße im Siegener Stadtteil Geisweid nach ihm benannt.